# Johann Christian Jakob Schneider
Johann Christian Jakob Schneider (* 7. November 1767 in Dinslaken; † 22. Januar 1837 in Krefeld) war ein deutscher Mediziner.

## Leben
Johann Christian Jakob Schneider wurde als Sohn des Friedrich Samuel Schneider, königlich preußischer Landjäger, Forstkassenrendant und Oberforstinspektor sowie dessen Ehefrau Margaretha, geb. Becker, geboren.
Er begann am 1. Mai 1786 ein Medizinstudium anfangs an der Universität Duisburg und setzte es später an der Universität Göttingen fort. 1790 promovierte er zum Doktor der Medizin. Am 7. September 1791 erhielt er seine Approbation als praktischer Arzt in Berlin und verlegte sein Tätigkeitsfeld nach Krefeld. 1806 wurde er zum Arrondissement-Arzt des Arrondissement de Crévelt ernannt und war in der Patientenbehandlung tätig, als diese 1809 und 1810 in Krefeld und Umgebung an Typhus erkrankt waren, weiterhin setzte er sich für die Einführung und Verbreitung der Schutzblatter-Impfung (Pockenimpfung) ein. Dieser Einsatz wurde durch das damalige französische Gouvernement durch Verleihung einer Medaille gewürdigt.
Nach der Rückeroberung der Gebiete um Krefeld Anfang 1814 bestätigte ihn das Generalgouvernement Niederrhein in seinem Amt; im Mai 1817 zum Kreisphysikus ernannt.
Johann Christian Jakob Schneider war mehrere Jahre beigeordneter Bürgermeister und später Stadtrat von Krefeld.
1828 übernahm er in der neu errichteten Handwerker-Krankenanstalt, die nach einer Stiftung des Händlers Isaak de Greiff errichtet wurde, die unentgeltliche ärztliche Behandlung.

## Ehrungen
Im November 1817 verlieh ihm der König den Rang eines Hofrates.